# Gemert (gemeente)
Gemert is een voormalige Nederlandse gemeente in Noord-Brabant.

De dorpskernen Gemert, De Mortel, Elsendorp en Handel waren onderdeel van deze gemeente.
In het kader van de gemeentelijke herindeling van Noord-Brabant werd de gemeente in 1997 opgeheven. Samen met Bakel en Milheeze ging Gemert op in de nieuwe gemeente Gemert-Bakel.